# Парк-Сіті (Теннессі)
Парк-Сіті (англ. Park City) — переписна місцевість (CDP) в США, в окрузі Лінкольн штату Теннессі. Населення — 2422 особи (2020).

## Географія
Парк-Сіті розташований за координатами 35°4′18″ пн. ш. 86°34′50″ зх. д. / 35.07167° пн. ш. 86.58056° зх. д. (35.071760, -86.580437).  За даними Бюро перепису населення США в 2010 році переписна місцевість мала площу 14,20 км², з яких 14,15 км² — суходіл та 0,05 км² — водойми.

## Демографія
Згідно з переписом 2010 року, у переписній місцевості мешкали 2442 особи в 984 домогосподарствах у складі 717 родин. Густота населення становила 172 особи/км².  Було 1074 помешкання (76/км²).
Расовий склад населення:
| - 94,8 % — білих - 3,8 % — чорних або афроамериканців - 0,2 % — корінних американців - 0,2 % — азіатів |

До двох чи більше рас належало 0,7 %. Частка іспаномовних становила 2,2 % від усіх жителів.
За віковим діапазоном населення розподілялося таким чином: 24,4 % — особи молодші 18 років, 58,6 % — особи у віці 18—64 років, 17,0 % — особи у віці 65 років та старші. Медіана віку мешканця становила 41,5 року. На 100 осіб жіночої статі у переписній місцевості припадало 85,7 чоловіків;  на 100 жінок у віці від 18 років та старших — 81,6 чоловіків також старших 18 років.
Середній дохід на одне домашнє господарство  становив 50 780 доларів США (медіана — 41 729), а середній дохід на одну сім'ю — 56 390 доларів (медіана — 48 110). Медіана доходів становила 37 232 долари для чоловіків та 29 130 доларів для жінок. За межею бідності перебувало 12,5 % осіб, у тому числі 21,9 % дітей у віці до 18 років та 2,1 % осіб у віці 65 років та старших.
Цивільне працевлаштоване населення становило 1158 осіб. Основні галузі зайнятості: виробництво — 22,5 %, освіта, охорона здоров'я та соціальна допомога — 17,0 %, роздрібна торгівля — 14,2 %.